# 鈍針蟻亞科
鈍針蟻亞科（Amblyoponinae）隸屬蟻科針蟻形態亞科群（poneromorph），下轄13個現生的屬與1個已滅絕的屬，該亞科為掠食者，在土層下覓食。工蟻會穿刺幼蟲的表皮並吸食血淋巴，因此得名“德古拉蟻”（Dracula ant，义譯为吸血鬼蚁）。

## 辨識特徵
鈍針蟻亞科工蟻的特徵包含：複眼微小或不具複眼，若有複眼，則位於頭長邊的中線以後，生於頭部兩側；頭楯前緣生有特化的齒狀剛毛；前中胸縫線可動；腹柄節與第三腹節連接處貼合緊密，兩者之間無明顯的空隙；不具後腹柄節；生有螫針且功能良好。

## 系統分類
該亞科曾被認為是針蟻亞科（Ponerinae）下的一族。2003年，貝瑞·博爾頓將針蟻亞科重新劃分為六個亞科，該亞科也被提升至亞科階級。
- 鈍針蟻亞科 Amblyoponinae Forel, 1893
  - 鈍針蟻族 Amblyoponini Forel, 1893
    - Adetomyrma（英语：Adetomyrma） Ward, 1994
    - 钝猛蚁属 Amblyopone} Erichson, 1842
    - 新蟻屬 Apomyrma Brown, Gotwald & Lévieux, 1971
    - †Casaleia（英语：Casaleia） Pagliano & Scaramozzino, 1990
    - Myopopone（英语：Myopopone） Roger, 1861
    - 迷猛蟻屬 Mystrium（英语：Mystrium） Roger, 1862
    - Onychomyrmex（英语：Onychomyrmex） Emery, 1895
    - 锯猛蚁属 Prionopelta（英语：Prionopelta） Mayr, 1866
    - Stigmatomma（英语：Stigmatomma） Roger, 1859
    - Xymmer（英语：Xymmer） Santschi, 1914

  - 地位未定 incertae sedis
    - Paraprionopelta（英语：Paraprionopelta） Kusnezov, 1955

## 外部連結
- 维基共享资源上的相關多媒體資源：鈍針蟻亞科